# Pellionia fruticulosum
Pellionia fruticulosum är en nässelväxtart som först beskrevs av K. Sch., och fick sitt nu gällande namn av R.J. Johns. Pellionia fruticulosum ingår i släktet Pellionia och familjen nässelväxter. Inga underarter finns listade i Catalogue of Life.